# Grimmia percarinata
Grimmia percarinata är en bladmossart som beskrevs av Noguchi och Hironori Deguchi 1978 [1979. Grimmia percarinata ingår i släktet grimmior, och familjen Grimmiaceae. Inga underarter finns listade i Catalogue of Life.